# Psychoterapia implozywna
Psychoterapia implozywna, psychoterapia implozyjna – rodzaj psychoterapii polegający na wystawieniu osoby przeżywającej lęk lub cierpiącej na fobię na działanie ekstremalnie silnego bodźca lękotwórczego. Może to być rzeczywisty kontakt z bodźcem lękotwórczym (np. włochatym pająkiem), lub (częściej) tylko wyobrażony kontakt (np. osoba cierpiąca na agorafobię wyobraża sobie, że jest ściśnięta w środku rozwrzeszczanego tłumu).
Terapia implozywna oparta jest na teorii warunkowania klasycznego. W tej teorii twierdzi się, że wygaszanie (tu wygaszanie reakcji lękowej) następuje, gdy dochodzi do kontaktu z bodźcem warunkowym i jednocześnie nie pojawia się bodziec bezwarunkowy. Po kilku takich zdarzeniach odruch warunkowy w odpowiedzi na bodziec warunkowy wygasa.
W terapii implozywnej namawia się pacjenta, aby unikał typowej dla fobii reakcji unikania bodźca lękotwórczego, bowiem wielokrotny kontakt z takim bodźcem osłabia reakcję lękową w odpowiedzi na pojawienie się takiego bodźca.
Tego typu leczenie stosuje się na przykład w wygaszaniu lęku przed burzą, pająkami, wężami itp., czyli takimi bodźcami, które budzą lęk, ale nie są groźne. Błędem jest natomiast tak zwane "rzucanie na głęboką wodę" - czyli eksponowanie bodźców, które rzeczywiście mogą być niebezpieczne (tak jak np. zamknięcie w klatce z naprawdę groźnym psem lub wrzucenie do basenu). Jeśli chodzi o bodźce naprawdę niebezpieczne, to stosuje się terapię implozywną w wyobraźni. Wyobrażony kontakt z lękotwórczym bodźcem osłabia reakcję lękową także w sytuacji realnego kontaktu z takim bodźcem. Podobnie jak wyobrażone ćwiczenie pewnych umiejętności poprawia rzeczywiste wykonywanie zadań z nimi związanych. 
Odkrycie to wykorzystuje się szeroko między innymi w programowaniu neurolingwistycznym, gdzie namawia się pacjenta odczuwającego, na przykład, strach przed psami, aby wyobrażał sobie kontakt z groźnym psem w różnych sytuacjach: gdy widzi tego psa w telewizji, gdy pies jest cały zielony, gdy zmienia się muzyka w całym zdarzeniu, oddala się ono lub przybliża, gdy obserwuje się je z góry lub z perspektywy żaby.
W wygaszaniu reakcji lękowych ważne jest, aby pacjent kierował wyobrażeniami, które tworzy, zmieniając drobne szczegóły tych wyobrażeń (kolory, muzykę, perspektywę itp.).